# DJ Style
Il DJ Style (chiamato anche semplicemente DJ) è un genere di musica reggae cantato dai disc jockey, caratterizzato da uno stile di canto parlato, sviluppato attorno alla seconda metà degli anni sessanta. La peculiarità di questo genere è la pratica del toasting, uno stile vocale mezzo parlato e mezzo cantato che veniva in origine improvvisato dai dj sopra le basi di un brano reggae già esistente (su basi di vari stili come rocksteady, early reggae, roots reggae o dub). Si tratta più precisamente dello stretto precursore del dancehall reggae, in particolare riferimento agli stili cantati in toasting dai dj.
Questo genere è considerato il progenitore del rap, e di altri sottogeneri del reggae nati in seguito come il dub poetry, e una buona parte del dancehall reggae, in particolar modo quello cantato in toasting dai dj. Tra gli esponenti più importanti di questo filone musicale figurano artisti come U-Roy, Dennis Alcapone, I-Roy e Big Youth, che dominarono il panorama giamaicano nella prima metà degli anni 70 in parallelo al dominio del roots reggae.

## Storia

### Le origini
Già dagli anni cinquanta i dj giamaicani, figli dalla scuola inglese ma influenzati dallo stile americano, presero in mano il microfono cercando di cantare sopra il testo originale di un brano. Cantando o parlando, suonavano ogni tipo di musica dell'isola: jazz, R&B e naturalmente ska e rocksteady. La storia delle prime registrazioni da parte dei dj giamaicani può risalire in particolare all'epoca ska, quando l'uomo prese il microfono ai balli e poteva essere occasionalmente sentito su vinile, gridando un'introduzione e/o esclamando un tormentone. I dj dei sound system usavano accompagnare i brani con un'introduzione vocale parlata e melodica, spesso anche solo per aggiungere enfasi al ballo. La voce di Winston "Count" Machuki, ad esempio, poteva essere sentita nel brano "Alcatraz" dei Baba Brooks Band, mentre Sir Lord Comic ottenne un grande impatto con due hit che vennero accreditate a suo nome: "Ska-ing West" e "The Great Wuga Wuga". Il ruolo dei dj tuttavia era rimasto un fenomeno limitato nelle dancehall dell'epoca, dove questi incoraggiavano il pubblico a ballare, e promuovevano i sound system dove lavoravano. Il primo dj ad essere registrato su più di un'incisione occasionale fu King Stitt, da tempo MC per il sound system di Sir Coxsone Dodd, chiamato "Downbeat". Originariamente la tecnica di questi "toaster" consisteva nel remixare delle tracce di altri artisti, rimuovere la parte vocale originale, enfatizzare la base ritmica, e registrare sopra il brano i propri testi. Un giorno, King Tubby, l'inventore del dub, consegnò dei dischi al dj del suo piccolo sound system. Molte voci, ritmi accattivanti, un basso trascinante, effetti originali, il DJ disponeva ora di tutto ciò che aveva sempre sognato per dare sfogo alla sua creatività e talento. Il suo nome era U Roy (Ewart Beckford). Il pubblico apprezzò questa musica anche perché Tubby scelse di mixare solo hit di successo. U Roy creò poi nuove versioni ottenendo un grande apprezzamento e fu il primo a trasformare il toasting in una forma d'arte registrando in studio quello che già faceva nelle serate dal vivo al suo sound system: trattava vari temi, come il sesso, la marijuana, i problemi sociali, religiosi, inni alla danza, utilizzando però uno slang stretto. U-Roy fu probabilmente il più influente di questi artisti, e utilizzò il dub come mezzo per diffondere i suoi messaggi agit-prop (si possono citare brani come "Dynamic Fashion Way" 1969; "Runaway Girl" 1976; Wake the Town", "Wear You to the Ball"). Il suo stile mezzo cantato e mezzo parlato venne poi imitato da tutti i dj dell'isola, come anche i remix di King Tubby divennero molto apprezzati permettendo al dub di diffondersi. Su vecchie basi musicali in genere dell'epoca rocksteady, venne sovrincisa la voce del DJ del momento. Oltre alle tracce dub, i nascenti toaster giamaicani (chiamati toasters) trattavano temi d'attualità; il DJ style iniziò ad emergere tramite i balli di strada ai sound system, quando si iniziò a registrare il toasting sui dischi.

### Anni 70: Il successo
Quando U Roy iniziò a lavorare con il produttore Duke Reid nei primi anni settanta pubblicando finalmente le sue tracce, occupò tutti i posti nelle chart e il DJ style esplose come stile all'interno del panorama giamaicano. I primi anni 70 segnarono così l'inizio della vera e propria ascesa dei dj, e presto ogni produttore si mise frettolosamente alla ricerca di uno di questi artisti che praticasse il toasting sui loro ritmi. Come i produttori iniziarono a lasciare buchi nel mixaggio mantenendo un lato vuoto (la version), i deejay iniziarono a colmare quei buchi improvvisando tra la folla spesso con gli artisti stessi. Molti dei dj più talentuosi emersi nei primi anni 70, tra cui Big Youth, Dillinger, I Roy e Prince Jazzbo, continuarono a pubblicare buon materiale durante la nascente epoca roots reggae, alcuni per la loro stessa etichetta. Non sorprende che la stessa era roots fu pre-annunciata proprio da dj come Big Youth, Jah Stitch, I Roy, Prince Jazzbo, Trinity e Dr Alimantado, che diedero voce a questa nuova ondata musicale con parlate consapevoli nei sound system, prima che qualche produttore partecipasse alla creazione e diffusione della loro musica. Questi artisti, come i loro rivali della generazione successiva, non si limitarono più all'esclamazione di qualche frase ad effetto: i deejay ora commentavano e descrivevano le sofferenze delle vittime del ghetto, e davano lezioni di storia viste in prospettiva. Big Youth ottenne successo all'interno del pubblico rock con il sorprendente Dread Locks Dread, prodotto da Prince Tony Robinson, e la Virgin provò ad adottare la stessa tattica con U Roy. Nonostante avesse sempre evitato di sfruttare la sua fede rastafariana per l'autopromozione, nel suo primo album con la Virgin e con Prince Tony alla produzione, U-Roy fu ritratto sulla copertina con i dreadlock, avvolto in una nuvola di fumo proveniente da un narghilè. Nel disco, il dj trattava testi commerciali parlati sopra dei vecchi classici rocksteady. Nei lavori di Big Youth e U Roy per Prince Tony, la deviazione su scontati riferimenti verso Natty Dread potevano risultare noiosi, anche se gli album sembravano più accettabili in retrospettiva, e brani di U Roy come "Run Away Girl" e "Chalice In the Palace" (sulla base di "Queen Majesty") mantennero un buon grado di ispirazione e buon senso.
In questo periodo di esposizione internazionale, U-Roy giocò un ruolo importante nelle dancehall di Kingston grazie al suo sound system, lo "Stur-Gav Hi-Fi", nel quale l'artista fece scuola favorendo la crescita e la formazione di nuovi talenti. Il primo pupillo, Ranking Joe, così rinominato dopo un periodo come Little Joe, divenne attivo nel biennio 1977-78 prima di iniziare la collaborazione con il produttore Jah Screw nei tardi anni 70, e rinascere sotto il nome di Ray Symbolic. Ranking Joe verrà seguito solo nei primi anni ottanta da Charlie Chaplin, Josey Wales, e Brigadier Jerry, tutti dj che giocarono un ruolo fondamentale nell'ascesa dello stile Early dancehall in toasting. U-Brown fu il più importante discepolo di U-Roy. La maggior parte di questi dj continuò a incidere per svariati produttori con le idee e i soldi per attirarli nei loro studi di registrazione. Importanti toaster come Dillinger, Jah Stitch, Trinity e Jah Woosh realizzarono occasionalmente materiale per etichette di loro proprietà, ma trovarono sempre più conveniente registrarlo con altre label.

### I Pionieri
Come già accennato, la storia del dj style ebbe inizio con U Roy, il padrino, il creatore, nato come Ewart Beckford. Egli non sarà stato il primo dj di sound system a registrare i suoi versi su basi strumentali, ma fu certamente il primo a trasformare il suo stile da sound system in una serie di successi al primo posto nelle classifiche. La sua prima registrazione fu il brano prodotto da Keith Hudson "Dynamic Fashion Way", ma è oggi meglio conosciuto per oltre due dozzine di hit pubblicate con la Treasure Isle di Duke Reid. Dopo il suo breve periodo di successo con Reid, la popolarità di U-Roy calò gradualmente per lasciare spazio ad una nuova generazione di dj.
Nel 1976, U-Roy pubblicò Dread In a Babylon, un album brillante prodotto da Prince Tony, originariamente realizzato per la Virgin Records e distribuito negli Stati Uniti per la Columbia.
Mentre il primo stile di U-Roy imitava le tecniche da sound system che consistevano nel parlare a ripetizione durante le pause dei cantanti, su Dread In a Babylon era libero di gestire la parlata, creando un'incredibile combinazione tra la sua abilità ed i nuovi ritmi rockers. Questo disco risollevò la carriera di U Roy e gli permise di pubblicare altri lavori con Prince Tony e con Bunny Lee alla produzione prima di scomparire nuovamente dalle scene fino al revival nei tardi anni 80. Come ogni tendenza, anche il dj style vide la nascita di altri artisti che seguirono la scia di U Roy anche a puro scopo di lucro. Due eccellenti antologie sono in grado di racchiudere molti esempi di brani che caratterizzarono questo genere, ovvero With a Flick of My Musical Wrist (Trojan, 1988) e Keep on Coming Through the Door (Trojan, 1988). Entrambe queste raccolte possono rendere l'idea di chi compose il materiale migliore (U Roy, I Roy, Dennis Alcapone, Prince Jazzbo) e chi meno (Samuel the First, King Sporty, Prince Heron).
Di tutta la prima generazione di dj, solo I Roy e Dennis Alcapone riuscirono a superare i pionieri e a ritagliarsi uno spazio proprio. Alcapone (Dennis Smith) iniziò la sua carriera più o meno attorno allo stesso periodo di U Roy, ma il suo stile ebbe più seguito rispetto a quello del rivale. Alcapone accostò le registrazioni in studio con tecniche da sound system ma i suoi primi lavori risultavano più completi, e spesso più originali se paragonati a quelli di U Roy. Buona parte delle migliori prime registrazioni sono raccolte in diverse antologie, ma il debutto Forever Version (1972) spicca tra gli album di Alcapone, con il suo parlato sopra i famosi ritmi di Clement "Coxsone" Dodd. Anche il terzo disco Soul to Soul DJs Choice (1973) e la raccolta My Voice Is Insured for $500,000 (1989) sono ottimi esempi di materiale di Alcapone.
I Roy (Roy Reid) prese in prestito parte del nome di U Roy, ma anche lo stile vocale ed i testi erano simili a quelli di U Roy e di Dennis Alcapone tanto da divenire uno degli artisti giamaicani più popolari degli anni 70. Non ci sono album in grado di rappresentare il picco del periodo di successo dell'artista, nonostante diverse antologie per la Trojan e i primi tre dischi in studio Presenting I Roy (1973), Hell & Sorrow (1974) e Many Moods of I Roy (1974) riescono a dare un'idea del suo stile. I Roy, uno tra i dj più rappresentativi, rimase comunque il più sottovalutato.
Nonostante la grande popolarità di U Roy, I Roy e Dennis Alcapone, successe in seguito una nuova generazione di dj che portarono lo stile nell'era rockers. Big Youth, Prince Jazzbo, Dillinger ed alcuni altri, inclusero dei testi più complessi, un'evoluzione nelle tecniche di registrazione e tecniche vocali che combinavano parti cantate con uno stile parlato più puro rispetto a quello dei primi dj. Big Youth (Manley Buchanan) fu uno degli artisti a sperimentare nuove sonorità. Sicuramente i suoi lavori potranno essere scambiati erroneamente per dancehall con i suoi testi organizzati e spesso raccontati sotto forma di storia. Egli ottenne un gran successo con le tematiche parlate di carattere sociopolitico ("S-90 Skank" 1972; "The Killer" 1973; "House Of Dread Locks" 1975; "Every Nigger Is A Star" 1976), specie nel disco Dreadlocks Dread del 1975. Screaming Target (1973) fu il suo primo disco, ed assieme alla raccolta Everyday Skank (1980), rappresenta Big Youth nel picco massimo della sua carriera. Queste tracce rappresentano il suo aspetto energico e l'ingenuità dei testi, ma non fu fino alla pubblicazione di Reggae Phenomenon (1974), Dreadlocks Dread (1975), Hit the Road Jack (1976), e Natty Cultural Dread (1976), che iniziò a dedicarsi a tematiche socio-culturali. Durante questo periodo egli fu probabilmente l'artista più popolare della scena reggae e la sua influenza fu incalcolabile. Inoltre, Big Youth venne presto identificato come rastafariano assieme ad altri artisti come the Wailers, the Abyssinians, Burning Spear, che furono responsabili nell'aver reso il rastafarianesimo parte integrante del reggae mainstream negli anni 70. Nei metà anni 70 infatti, quando il roots reggae divenne lo stile più diffuso, Big Youth era ormai ritenuto il più grande dj sulla piazza.
Due dj che presero come riferimento le innovazioni di Big Youth furono Prince Jazzbo e Dillinger. Jazzbo ai giorni nostri è conosciuto principalmente per essere un produttore contemporaneo e per la sua storica rivalità con I Roy che fu immortalata in alcuni libri. Sfortunatamente questo oscurò il suo considerabile talento come dj. Come Big Youth, la sua particolare abilità era comporre brani dalle tematiche culturali. Alcuni dei suoi singoli classici sono reperibili anche oggi, ma Choice of Version (1990) è una delle migliori raccolte. Nel disco Ital Corner (1976) Jazzbo lavorò sopra i ritmi di Lee "Scratch" Perry e risulta come uno dei migliori album dj style degli anni 70.
Dillinger, d'altra parte, fu troppo sovraesposto. Come Jazzbo, anche Dillinger (Lester Bullocks) riprese le tecniche di Big Youth, ma usava questo stile per comporre brani realisti che descrivevano il ghetto e la vita di tutti i giorni. Anch'egli fu straordinariamente popolare e dopo un grande debutto con Ready Natty Dreadie (1975), i suoi lavori successivi vennero pubblicati su scala internazionale per la Mango Records: CB 200 (1975) e Bionic Dread (1976). Entrambi contenevano diverse canzoni valide ma queste erano messe in ombra da "Cokane in My Brain", una grande hit internazionale che rimase tra le più rappresentative nella carriera di Dillinger. Dopo "Cokane", l'impronta che l'aveva reso famoso scomparve, e cominciò a diventare una caricatura di sé stesso, spesso enfatizzando esageratamente argomenti come la droga e il sesso. Esistono oggi diverse dozzine di materiale di Dillinger disponibili su importazione, tuttavia nessuno contiene qualche brano contenuto nei primi tre dischi.

### Il declino e l'era Dancehall
La popolarità del dj style iniziò a calare a partire dalla seconda metà degli anni 70, rimanendo comunque un riferimento nel reggae e una forte influenza per lo sviluppo nel primo rap negli Stati Uniti, che nacque proprio grazie al contributo di artisti come U Roy, nel 1970. Come continuo del dj style, verso la fine degli anni 70 vennero a svilupparsi diversi nuovi stili di reggae: tra questi bisogna citare il dub poetry, genere che coniugava le performance parlate di ispirazione dj style, in forma poetica, su una base dub o reggae in genere. Portabandiera di questo nuovo stile furono poeti come Linton Kwesi Johnson, Oku Onuora e Mutabaruka, che raggiunsero la popolarità dai fine anni settanta fino ai metà anni ottanta.
Gli anni 80 furono la prima decade in cui il reggae venne dominato dai dj. Questo afflusso di toaster era stato previsto alla fine del decennio precedente, quando alcuni brani incisi da dj vennero realizzati ancora prima delle stesse edizioni in versione cantata. La Volcano Records di Junjo Lawes iniziò ad ottenere successo con qualsiasi dj dell'epoca. Tra questi, erano inclusi Josey Wales e Charlie Chaplin; entrambi ovviamente avevano fatto scuola con U Roy, ma riuscirono abilmente a fondere le tecniche del loro maestro con le sonorità moderne di Lawes. Toyan (conosciuto anche come Ranking Toyan), dj proveniente dai sound system "Socialist Roots" e "Romantic Hi-Fi", fu un altro artista stimato che poche volte riuscì a costruirsi la reputazione tramite delle incisioni; Junjo, assieme a Don Mais (il suo primo produttore), portarono Toyan molto vicino al picco di popolarità, in particolare con il disco How the West Was Won (1981), pubblicato dalla Greensleeves, che ebbe un considerevole impatto a Londra, in parte grazie anche alla copertina. La stessa Greensleeves lanciò il futuro produttore Captain Sinbad con la stessa formula della copertina attraente, mentre la coppia di artisti gestita da Junjo Lawes, formata da Clint Eastwood (nato Robert Brammer, fratello minore di Trinity) e il dj General Saint (Winston Hislop) raggiunsero invece le posizioni più alte nelle classifiche pop britanniche.
Era ormai il periodo della nascita del dancehall reggae, sviluppato a partire dai fine anni 70, in cui una buona parte, chiamata rub-a-dub, prese diretta ispirazione dal dj style. Curiosamente, alcuni dei dj degli ultimi anni settanta, come Ranking Joe, Clint Eastwood, Lone Ranger, General Echo, Ranking Trevor, Prince Mohammed, Ranking Dread, fecero da ponte tra l'era dj style, e il primo periodo del dancehall reggae dei dj. Si può dire che svariati esponenti del Dj style, si convertirono alla dancehall nei successivi anni 80; perfino il padrino del Dj style, U-Roy, così come I-Roy, U-Brown, Dillinger e Trinity. Nella musica dancehall, molte delle prime grandi star del genere erano proprio dei dj; Yellowman, Josey Wales, General Echo e Charlie Chaplin, tramite i sound system, potevano rispondere con ciò che il pubblico realmente voleva prima dell'industria musicale. La dancehall, sebbene sviluppata anche in forma tradizionale cantata, fu uno stile pensato per i dj; da questo periodo infatti i dj tornarono alla ribalta come toaster, e artisti come Yellowman e Charlie Chaplin divennero delle grandi star. Escludendo la dancehall cantata, si può fare riferimento ai sottogeneri rub-a-dub e anche una parte del raggamuffin, emersi rispettivamente nel 1979 e nel 1985, nel quale si può notare il sopravvento dei dj. Il dancehall reggae era in buona parte rappresentato da dj come Shabba Ranks, Beenie Man, Bounty Killer e Lady Saw, confermando la forte influenza del dj style. Con il successo globale di artisti come Shabba Ranks, sembrava che la dancehall fosse dominata dai dj, mentre oggi, tra i maggiori dj esponenti di questo genere vanno citati Beenie Man, Bounty Killer, Lady Saw e Sizzla.

## Significato e differenze tra Dj Style e Dancehall reggae
Spesso si può fare confusione tra il Dj Style e il Dancehall reggae in toasting (in questo caso si parla di Dancehall classica, la early dancehall, e non necessariamente altre forme più recenti e moderne come il raggamuffin o l'hardcore ragga). Bisogna quindi precisare quali siano le reali differenze di significato tra i due termini. Il dj style è riconosciuto come quella parte del reggae su cui venivano sovraincise, o improvvisate dal vivo, delle parti parlate da parte dei dj sulla base di un pezzo reggae originale. Questo stile parlato praticato dai dj viene chiamato toasting. Il dj style si delineò come genere durante la seconda metà degli anni sessanta, a cavallo tra l'epoca rocksteady e quella early reggae, ma si espanse e si affermò durante tutti gli anni settanta, convivendo con il dominio del Roots reggae. Ciò significa che era Dj Style tutto il reggae cantato in toasting dai dj a prescindere dalla specifica base musicale, la quale poteva essere relativa a svariati sottogeneri esistenti fino a quell'epoca, come ad esempio rocksteady, early reggae, dub o roots reggae. Per tanto, la peculiarità del dj style era unicamente il toasting, cantato generalmente su una base reggae di qualsiasi tipo.
Il dancehall reggae (più precisamente early dancehall) al contrario nasce oltre dieci anni dopo il dj style, e può essere definito come uno specifico sottogenere della musica reggae con delle caratteristiche sonore precise, e che non necessariamente era cantato da un dj, ma in una buona parte dei casi da un cantante tradizionale. Quindi, mentre dj style veniva definito tutto il reggae cantato in toasting fino agli anni settanta, il dancehall reggae rappresenta un sottogenere musicale, che solo in alcuni casi può presentare il toasting come stile vocale. Le affinità tra i due generi si ritrovano nel fatto che, come nel dj style venivano riproposti dei riddim (version) già esistenti, anche l'early dancehall riproponeva vecchi riddim per le basi musicali. Inoltre entrambi i generi avevano in comune il fatto di essere nati per essere suonati nelle dancehall. Esistono ulteriori differenze importanti tra il dj style e l'early dancehall. Mentre nel dj style venivano riproposte perlopiù le version originali spesso inalterate, in cui veniva solamente esclusa la parte vocale originale oppure alternata con l'intervento del dj, nel primo dancehall reggae non venivano più proposte le version dei brani originali, ma i riddim erano risuonati e rielaborati da una backing band in forma modificata, impoverendo il suono, risaltando alcune linee musicali, e rendendo la sonorità più moderna e contemporanea. Queste caratteristiche rendevano la dancehall un genere musicale effettivo, a prescindere dallo stile vocale eseguito, che non necessariamente era cantato da un dj in toasting, ma in molti casi da veri e propri cantanti.
Si può inoltre dire che dj style era ed è considerato il genere di reggae parlato che si sviluppa dalla seconda metà degli anni sessanta fino alla nascita dell'early dancehall (1979). Dalla comparsa ufficiale della prima dancehall in poi, si è sempre teso a definire come dancehall anche stili che di fatto erano dj style a tutti gli effetti, e che ipoteticamente sarebbero stati considerati come tali se pubblicati prima dell'era dancehall. Non è un caso che durante la fase di transizione dall'era dj style a quella dell'early dancehall in toasting (il rub-a-dub), tra il 1978 e il 1979, svariati dj fecero da ponte tra le due epoche: in questo caso si può supporre che questi artisti sarebbero stati considerati dj style fino al '79, e dancehall/rub-a-dub da questo momento in poi, senza necessariamente cambiare stile. Anche se possono presentarsi casi in cui un brano può essere reputato allo stesso modo sia dj style che dancehall in toasting, i due generi hanno peculiarità diverse per definizione, soprattutto per il fatto che il dancehall reggae non è unicamente un genere proprio dei dj.

## Alcuni album dj style rappresentativi[1]
- U-Roy - U-Roy (1974), Dread In a Babylon (1975)
- Dennis Alcapone - Forever Version (1972), Soul to Soul DJs Choice (1973)
- I-Roy - Presenting I Roy (1973), Hell & Sorrow (1974), Many Moods of I Roy (1974)
- Big Youth - Screaming Target (1973), Dreadlocks Dread (1975)
- Prince Jazzbo - Ital Corner (1976)
- Dillinger - Ready Natty Dreadie (1975), CB 200 (1975), Bionic Dread (1976)
- Varii artisti - With a Flick of My Musical Wrist (Trojan, 1988)
- Varii artisti - Keep on Coming Through the Door (Trojan, 1988)

## Alcuni artisti DJ Style[2]
- Baby Wayne
- Big Youth
- Clint Eastwood
- Dennis Alcapone
- Dillinger
- Dr. Alimantado
- Ras Mat-I
- General Echo
- Jah Scotchie
- Jah Stitch
- Jah Woosh
- I-Roy
- Lone Ranger
- Militant Barry
- Prince Far I
- Prince Jazzbo
- Prince Mohammed
- Ranking Dread
- Ranking Joe
- Ranking Trevor (aka Ranking Superstar)
- Scotty
- Shorty The President
- Tappa Zukie
- Tony Gold
- Trinity
- U-Brown
- U-Roy
- Welton Irie